# جيلكو بافلوفيتش
جيلكو بافلوفيتش (بالكرواتية: Željko Pavlović)‏ (2 مارس 1971 في البوسنة والهرسك - ) هو لاعب كرة قدم كرواتي في مركز حراسة المرمى. شارك مع منتخب كرواتيا تحت 21 سنة لكرة القدم ومنتخب كرواتيا لكرة القدم. أما مع النوادي، فقد لعب مع لاسك لينتس ونادي جيلييزنيتشار ساراييفو ونادي دينامو زغرب ونادي رويال أندرلخت ونادي ريد بل سالزبورغ ونادي زغرب ونادي كارنتين ونادي لينز ونادي واكر إنسبروك وهرفاتسكي دراجوفولجاك ‏.

## وصلات خارجية
- جيلكو بافلوفيتش على موقع الاتحاد الدولي (مؤرشف)  (الإنجليزية)
- جيلكو بافلوفيتش على موقع اتحاد كرواتيا (الكرواتية)
- جيلكو بافلوفيتش على موقع قاعدة بيانات كرة القدم.إي يو (الإنجليزية)
- جيلكو بافلوفيتش على موقع ناشيونال فوتبول تيمز (الإنجليزية)